# Città decorate al valor militare per la guerra di liberazione
Alla fine della seconda guerra mondiale, la neonata Repubblica Italiana sentì «l'obbligo di segnalare come degni di pubblico onore gli autori di atti di eroismo militare», ricompensando, con delle decorazioni al valor militare, non solo i singoli combattenti, militari o partigiani, ma anche quelle istituzioni territoriali e non (comuni, città, province, regioni, università) a cui era stato riconosciuto un ruolo rilevante nella guerra di liberazione.

## Medaglia d'oro al valor militare

### Regioni
- Regione autonoma Valle d'Aosta-Région autonome Vallée d'Aoste (per cessazione della provincia di Aosta, vedi sotto)
- Regione autonoma Friuli Venezia Giulia, per il Friuli, 16 marzo 1947[2][3]

### Province
- Alessandria, 17 maggio 1996[4][5]
- Aosta, per la Valle d'Aosta, 12 dicembre 1971[6][7]
- Arezzo, 13 aprile 1984[8]
- Ascoli Piceno, 4 aprile 1973[9]
- Asti, 17 maggio 1996[10]
- Cuneo, 25 aprile 2004[11]
- Imperia, 6 luglio 1979[12]
- La Spezia, 12 aprile 1996[13]
- Massa-Carrara (precedentemente Apuania), 14 giugno 1947[14]
- Pordenone, 17 maggio 1945[10]
- Reggio Calabria, 1945 [senza fonte]
- Cosenza, 1943 [senza fonte]

Comuni
- Alba (CN), 12 ottobre 1949[15]
- Ascoli Piceno, 12 aprile 2001[16]
- Barletta, 7 luglio 2003[17][18]

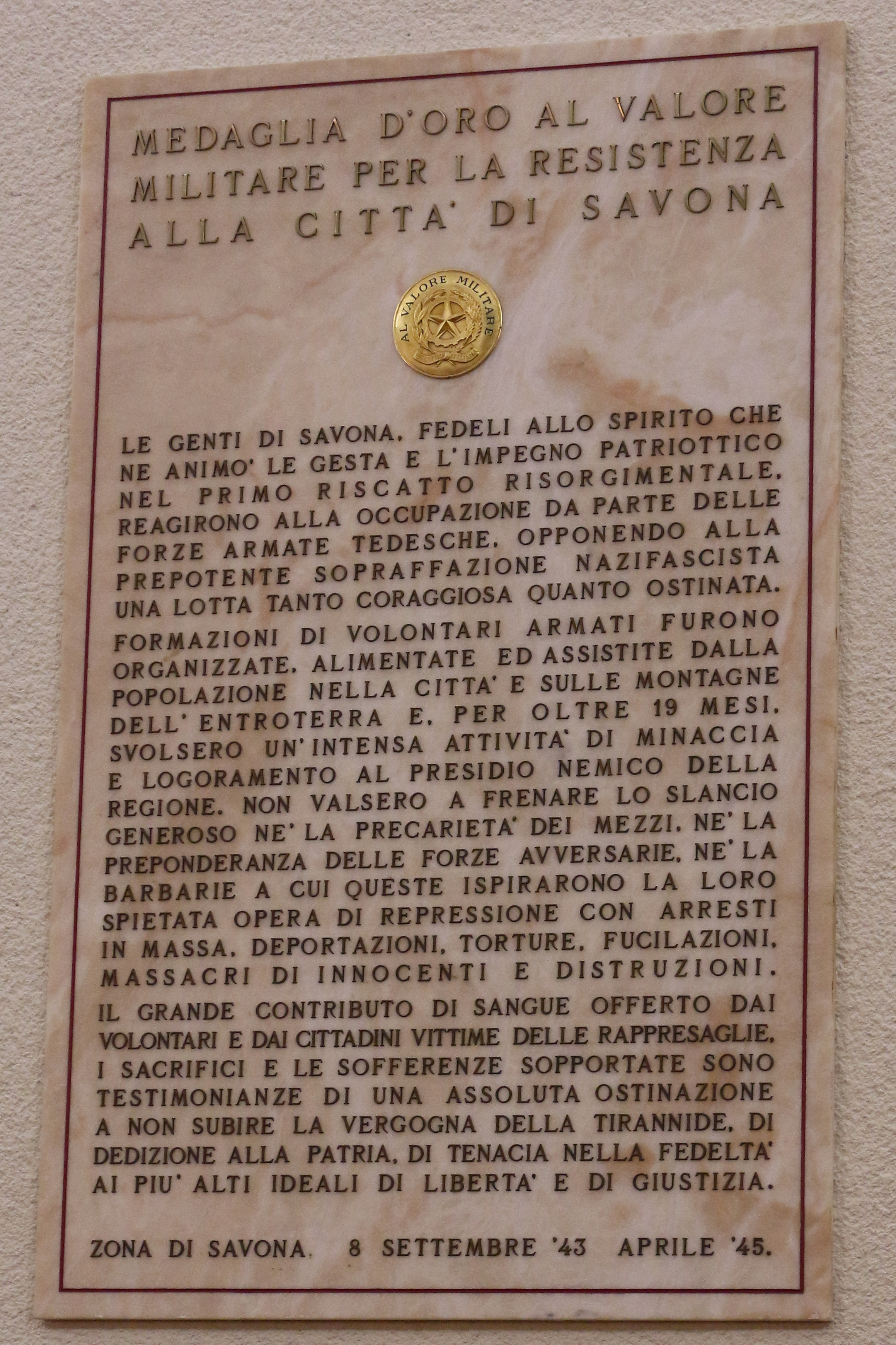
La medaglia assegnata a Savona

- Bassano del Grappa (VI), 9 ottobre 1946[19][20]

- Bellona (CE), 23 aprile 1998[21]

- Belluno, 16 marzo 1947[22]
- Biella, 30 marzo 1980[23]
- Bologna, 2 novembre 1946[24][25][26]
- Boves (CN), 22 luglio 1963[27][26]
- Cagliari, 19 maggio 1950[28]
- Cassino (FR), 15 febbraio 1949[29]
- Cuneo, 1º agosto 1947[30]
- Domodossola (VB), per la Valle dell'Ossola, 21 settembre 1945[31]
- Firenze, 10 agosto 1945[32][26]
- Foggia, 2 maggio 2006[33][26]
- Genova, 1º agosto 1947[34]
- Gorizia, 14 maggio 1948[35][25]
- Gallarate 15 maggio 1949
- Imola (BO), 12 giugno 1984[36]
- Lanciano (CH), 4 febbraio 1952[37]
- Messina, 31 gennaio 1978[38][25][26]
- Mignano Monte Lungo (CE), 30 novembre 1998[39][18]
- Milano, 15 marzo 1948[40][25]
- Modena, 29 marzo 1947[41]
- Modugno (BA), 19 gennaio 1962 [senza fonte], per tutte le vittime del paese (203 vittime) [senza fonte]
- Napoli, 10 settembre 1944, per i fatti delle quattro giornate di Napoli[42]
- Palermo, 5 marzo 1964[43][25]
- Parma, 9 settembre 1947[44]
- Piacenza, 9 aprile 1949[45][25]
- Piombino (LI), 28 luglio 2000[46]
- Ravenna, 19 maggio 1951[47]
- Reggio Emilia, 1º aprile 1950[48]
- Roma, 7 febbraio 1949[49][25]
- Savona, 19 settembre 1974[50]
- Sesto San Giovanni (MI), 18 giugno 1971[51]
- Torino, 29 maggio 1959[52][25]
- Trento, per il Trentino, 16 aprile 1976[53]
- Treviso, 13 aprile 1948[54]
- Trieste, 9 novembre 1956[55]
- Udine, per il Friuli, 14 giugno 1947[56][57]
- Varallo (VC), per la Valsesia[58]
- Verona, 25 settembre 1991[59][26]
- Vicenza, due 2 conferimenti: 19 ottobre 1866 (per il Risorgimento) [60]; 5 novembre 1994[61]
- Vittorio Veneto (TV), 2 novembre 1946[62]
- Zara, 21 settembre 2001 [63]

- Borgo Val di Taro (PR), 24 gennaio 1985[64][65]
- Marzabotto (BO), 24 aprile 1948[66]
- Montefiorino (MO), 28 febbraio 1970[67]
- Stazzema (LU), per la Versilia, 28 febbraio 1970[68]

### Altri enti
- Pietransieri, frazione del comune di Roccaraso (AQ), 18 gennaio 1967[69]
- Università degli Studi di Padova, 2 novembre 1945[70]

## Medaglie d'argento al valor militare

Medaglia d'argento al valor militare

### Province
- Sondrio, 16 marzo 1987[71][72]

### Città
- Asiago (VI)[73][20]
- Brescia, 3 ottobre 1952[74][25]
- Camerino (MC), 1993[75]
- Cesena, 14 settembre 1974[76]
- Carpi (MO)[73][18]
- Cavasso Nuovo (PN), 24 aprile 2019 [senza fonte]
- Cisterna di Latina (LT)[73][77]
- Cittadella (PD), 8 ottobre 1969[78]
- Cividale del Friuli (UD), 5 aprile 1979[79]
- Civitavecchia (RM)[73][18]
- Cuorgnè (TO)[73]
- Feltre (BL), 2 marzo 1952[80]
- Ferrara, 1988[81]
- Forlì, 17 aprile 1975[82]
- La Spezia[73][18]
- Lanzo Torinese (TO), 10 maggio 1976[83]
- Lecco, 19 settembre 1974[73]
- Massa Marittima (GR)[73]
- Matera, 1º settembre 1966[73][26]
- Monfalcone (GO)[73]
- Monterotondo (RM), 19 giugno 1978[73]
- Motta di Livenza (TV)[73][84]
- Nizza Monferrato (AT)[73]
- Pienza (SI)[73]
- Pistoia, 21 aprile 1977[85]
- Prato, 9 maggio 1994[86]
- San Donà di Piave (VE), 12 dicembre 1952[87][57]
- San Giovanni in Persiceto (BO)[73]
- Sansepolcro (AR)[73]
- Schio (VI), 12 maggio 1994[88][57]
- Sulmona (AQ), 29 agosto 1986[89]
- Tolentino (MC)[73]
- Tolmezzo (UD), 5 aprile 1979[90][18]
- Valdagno (VI), 13 febbraio 1990[73]

### Comuni
- Albareto (PR), 25 febbraio 1999[91]
- Alfonsine (RA)[73]
- Argenta (FE), 16 aprile 1987[92][26]
- Bedonia (PR), 9 maggio 1994[93]
- Bettola (PC), 9 maggio 1994[86]
- Castellamonte (TO)[73]
- Cisterna d'Asti (AT)[73]
- Corniglio (PR)[73]
- Crespadoro (VI) [senza fonte]
- Giaveno (TO), 17 maggio 1996[10]
- Muggia (TS)[73]
- Poggio Bustone (RI)[73]
- Rocchetta Tanaro (AT)[73]
- Ronchi dei Legionari (GO)[73]
- Valstrona (VB), 9 maggio 1994[93]
- Villamarzana (RO)[73]
- Vimercate (MB)

### Altri enti
Cervarolo, frazione del Comune di Villa Minozzo (RE), e per essa il Comune, 6 marzo 1950

## Medaglie di bronzo al valor militare

Medaglia di bronzo al valor militare

### Province
- Caserta, 17 maggio 1996[10]

### Città
- Arcevia (AN), 17 maggio 1996[10][95]

- Bondeno (FE), 22 maggio 1978[96]
- Busto Arsizio (VA), 9 aprile 1979[97][5]
- Comacchio (FE), 7 aprile 1986[98]
- Cordenons (PN)[99]
- Fabriano (AN)[99]
- Garessio (CN)[99]
- Legnano (MI), 10 marzo 1978[100][26]
- Lugo (RA), 22 luglio 1982[101]
- Mondovì (CN)[99]
- Motta di Livenza (TV)[102]
- Pescia (PT)[99]
- Pisa, 17 marzo 1989[103]
- Pontremoli (MS)[99]
- Riolo Terme (RA)[99]
- Sacile (PN)[99]
- Salsomaggiore Terme (PR), 9 maggio 1994[104]
- Santhià (VC)[99]
- Urbania (PU)[99] Scafati (provincia di Salerno)

### Comuni
- Bussoleno (TO), 31 luglio 1984[105]
- Canale d'Agordo (BL), 9 maggio 1994[104]
- Cantalupo Ligure (AL), 9 maggio 1994[106]
- Caorso (PC), 9 maggio 1994[93]
- Castellino Tanaro (CN), 17 maggio 1996[10]
- Cavriglia (AR)[99]
- Cevo (BS), 15 dicembre 1992[107]
- Concordia sulla Secchia (MO), 13 ottobre 1984[108]
- Fabbrico (RE), 3 ottobre 1952[109]
- Feletto (TO), 10 luglio 1984[99]
- Fornelli (IS), 16 dicembre 1971[99]
- Fornovo di Taro (PR), 9 maggio 1994[86]
- Guardistallo (PI), 17 maggio 1996[10]
- Lesignano de' Bagni (PR), 9 maggio 1994[93]
- Mezzani (PR)[99]
- Monte San Pietro (BO), 9 maggio 1994[93]
- Montenerodomo (CH)
- Monticelli d'Ongina (PC), 9 maggio 1994[86]
- Neviano degli Arduini (PR)[99]
- Palanzano (PR)[99]
- Perloz (AO)[99]
- Pietralunga (PG), 3 ottobre 1952[99]
- Pizzoferrato (CH)[110]
- Pontecorvo (FR)[99] 30 ottobre 1952 [senza fonte][72]
- Pontenure (PC), 9 maggio 1994[104]
- Scurzolengo (AT)[99]
- Tizzano Val Parma (PR), 5 ottobre 1994[93]
- Trichiana (BL)[99]
- Torricella Peligna (CH)[99]
- Traversetolo (PR)[99]
- Varano de' Melegari (PR), 1994[99]
- Vestenanova (VR)[99]
- Zeri (MS)[99]

## Croce di guerra al valor militare

Croce di guerra al valor militare

### Città
- Albenga (SV), 19 settembre 1974[111]
- Asiago (VI)[112][102]
- Bassano del Grappa (VI)[113][114]
- Correggio (RE)[115]
- Faenza (RA)[115]
- Fucecchio (FI)[115][72]
- Fusignano (RA)[115]
- Isernia[115]
- Massa Lombarda (RA)[115]
- Mirano (VE), 28 giugno 1985[115]
- Sasso Marconi (BO), 9 maggio 1994[93][18]
- Sassuolo (MO)[115]
- Scafati (SA), 9 maggio 1994[93]
- Terni, 30 ottobre 1992[116]
- Zola Predosa (BO), 9 maggio 1994[117]

### Comuni
- Anzola dell'Emilia (BO)[115]
- Barge (CN), 22 luglio 1982[118]
- Bosio (AL)[115]
- Calderara di Reno (BO), 9 maggio 1994[117]
- Calice al Cornoviglio (SP)[115]
- Casola Valsenio (RA)[115][119]
- Cessapalombo (MC)[115]
- Colledimacine (CH)[120]
- Conco (VI)[115]
- Dronero (CN), 25 ottobre 1985[121][18]
- Folgaria (TN), 9 maggio 1994[122]
- Lenno (CO)[115][123]
- Manciano (GR), 1955[115]
- Monchio delle Corti (PR)[115]
- Nonantola (MO), 6 agosto 1985[124]
- Pavullo nel Frignano (MO), 13 ottobre 1984[125]
- Pieve Santo Stefano (AR), 7 marzo 1957[126]
- Ramiseto (RE)[115][127]
- Ramponio Verna (CO)[115][128]
- Rapino (CH), 26 giugno 1976[129]
- Romano d'Ezzelino (VI), 29 giugno 1982[130]
- Rossiglione (GE), 22 luglio 1982[131]
- San Colombano Certenoli (GE), 10 luglio 1984[132]
- San Damiano Macra (CN)[115]
- Sarsina (FC), 5 marzo 1958[133]
- Seren del Grappa (BL)[115]
- Spilamberto (MO)[115]
- Villanova Mondovì (CN)[115]
- Zignago (SP), 13 ottobre 1984[134]

## Croce al merito di guerra
- Gorizia [135]
- Oderzo (TV)[136]
- Tolmezzo (UD)[137]